# Zastawek
Zastawek – wieś w Polsce, położona w województwie lubelskim, w powiecie bialskim, w gminie Terespol.
W latach 1975–1998 wieś administracyjnie należała do województwa bialskopodlaskiego.
Wieś jest sołectwem w gminie Terespol. Według Narodowego Spisu Powszechnego z roku 2011 wieś liczyła 139 mieszkańców i była piętnastą co do wielkości miejscowością gminy.
Wierni Kościoła rzymskokatolickiego należą do parafii Zmartwychwstania Pańskiego w Kopytowie lub do parafii św. Katarzyny Aleksandryjskiej w Małaszewiczach.

## Historia
W miejscowości na niewielkim wzgórzu znajduje się cmentarz tatarski – mizar. Na płytach nagrobkowych charakterystyczne półksiężyce oraz napisy w języku polskim, arabskim i rosyjskim. Otoczony starymi dębami, został uratowany w latach osiemdziesiątych, gdyż groziła mu kompletna zagłada. Najstarsze nagrobki pochodzą z XVIII w., przy czym jeden z nich, z 1704 r. jest najstarszym nagrobkiem tatarskim w Polsce. Byli tu chowani Tatarzy osiedleni w pobliskim Lebiedziewie. Prawdopodobnie spoczywa tu pułkownik Samuel Mirza Korycki – osadnik z czasów króla Jana III.